# Harvey Friedman (Schauspieler)
Harvey Friedman (* 9. Dezember 1959 in Pittsburgh, Pennsylvania) ist ein US-amerikanischer Film- und Theaterschauspieler.

## Leben
Harvey Friedman, dessen Eltern aus Polen stammten, studierte Schauspiel an der Carnegie-Mellon University und begann seine Arbeit danach beim Theater. Mit dem polnischen Ensemble Teatr Kreatur kam er bei einer Welttournee nach Deutschland. Hier ließ er sich in Berlin nieder und heiratete 2003 die ehemalige Tänzerin Cynthia Barcomi, die seit 1994 eine Firma für amerikanische Kuchen und Kaffeeröstung betreibt. Mit ihr hat er heute zwei Kinder. Zur Familie, die in Berlin-Zehlendorf lebt, gehören noch zwei Töchter seiner Frau aus erster Ehe.
Friedman steht seit Mitte der 1980er Jahre als Schauspieler auch vor der Kamera. Dabei reicht sein Repertoire von internationalen Koproduktionen und Fernsehfilmen bis hin zu Kinoproduktionen. Seinen ersten bekannteren Film drehte er im Jahr 2003, als er im Fernsehfilm Hitler – Der Aufstieg des Bösen den jüdischen Musiker Friedrich Hollaender verkörperte.
Neben großen Filmprojekten stand Friedman auch als Gastdarsteller in deutschen Fernsehserien, darunter Polizeiruf 110 und SOKO Leipzig, vor der Kamera. Größere Rollen spielte er in den Serien Unorthodox unter der Regie von Maria Schrader und Spides von Rainer Matsutani.

## Filmografie
- 1988: Zugzwang, Regie: Mathieu Carrière
- 1988: Killing Blue, Regie: Peter Patzak
- 1990: The Being From Earth, Regie: David Vostell
- 1992: … und der Himmel steht still (The Innocent), Regie: John Schlesinger
- 1997: Der Strand von Trouville, Regie: Michael Hofmann
- 1997: Meschugge, Regie: Dani Levy
- 1998: Polizeiruf 110 – Rot ist eine schöne Farbe
- 1999: How Norman Mailer Stabbed His Wife in the Breast, Regie: Manuel Hendry
- 2000: Investigating Sex, Regie: Alan Rudolph
- 2001: My Sweet Home, Regie: Fillipos Tsitos
- 2002: Berlin Beshert, Regie: November Wanderin
- 2003: Hitler – Der Aufstieg des Bösen (Hitler – The Rise of Evil), Regie: Christian Duguay
- 2004: Beyond the Sea – Musik war sein Leben (Beyond the Sea), Regie: Kevin Spacey
- 2006: Ausgeliefert! Jagd durch Berlin (Final Contract: Death on Delivery), Regie: Axel Sand
- 2006: Inline-Kuriere, Regie: Thomas Wommelsdorf
- 2007: EFP, Regie: Caspar Jan Hogerzeil
- 2007: The Invasion, Regie: Oliver Hirschbiegel und James McTeigue
- 2008: Berlin 36, Regie: Kaspar Heidelbach
- 2008: Lucky Fritz,  Regie: Stephen Manuel
- 2008: Speed Racer (Speed Racer), Regie: Andy Wachowski und Lana Wachowski,
- 2008: Operation Walküre – Das Stauffenberg-Attentat (Valkyrie), Regie: Bryan Singer
- 2009: Waffenstillstand, Regie: Lancelot von Naso
- 2009: Einsatz in Hamburg – Tödliches Vertrauen
- 2011: Hindenburg, Regie: Philipp Kadelbach
- 2012: Hannah Arendt, Regie: Margarethe von Trotta
- 2013: Nacht über Berlin, Regie: Friedemann Fromm
- 2013: Global Player – Wo wir sind isch vorne, Regie: Hannes Stöhr
- 2013: The Voices, Regie: Marjane Satrapi
- 2015: Sense8, Regie: Tom Tykwer
- 2015: Die Akte General, Regie: Stephan Wagner
- 2015: Vor der Morgenröte, Regie: Maria Schrader
- 2015: Duell der Brüder – Die Geschichte von Adidas und Puma, Regie: Oliver Dommenget
- 2016: Auf Wiedersehen Deutschland, Regie: Sam Garbarski
- 2017: Grenzenlos (Submergence), Regie: Wim Wenders
- 2018: Murer – Anatomie eines Prozesses, Regie: Christian Frosch
- 2020: Unorthodox (Fernsehserie, 2 Folgen, Regie: Maria Schrader)
- 2020: Spides (Fernsehserie, 8 Folgen, Regie: Rainer Matsutani)
- 2023: Transatlantic (Fernsehserie)